# Huntland
Huntland – miasto w Stanach Zjednoczonych, w stanie Tennessee, w hrabstwie Franklin.